# Sergio Lambertenghi
Sergio Lambertenghi (10 de octubre de 1965) es un deportista italiano que compitió en vela en la clase Star.
Ganó tres medallas en el Campeonato Mundial de Star entre los años 2014 y 2016, y tres medallas en el Campeonato Europeo de Star entre los años 1996 y 2020.

## Palmarés internacional
| \| Campeonato Mundial \| Campeonato Mundial \| Campeonato Mundial \| Campeonato Mundial \| \| Año \| Lugar \| Medalla \| Clase \| \| ------------------ \| ------------------------ \| ------------------ \| ------------------ \| \| 2014 \| Malcesine (Italia) \| Medalla de plata \| Star \| \| 2015 \| San Isidro (Argentina) \| Medalla de bronce \| Star \| \| 2016 \| Miami (Estados Unidos) \| Medalla de plata \| Star \| \| Campeonato Europeo \| \| \| \| \| Año \| Lugar \| Medalla \| Clase \| \| 1996 \| Medemblik (Países Bajos) \| Medalla de plata \| Star \| \| 2017 \| San Remo (Italia) \| Medalla de plata \| Star \| \| 2020 \| Riva del Garda (Italia) \| Medalla de plata \| Star \| |                          |                   |       |
| Campeonato Mundial |                          |                   |       |
| Año | Lugar                    | Medalla           | Clase |
| 2014 | Malcesine (Italia)       | Medalla de plata  | Star  |
| 2015 | San Isidro (Argentina)   | Medalla de bronce | Star  |
| 2016 | Miami (Estados Unidos)   | Medalla de plata  | Star  |
| Campeonato Europeo |                          |                   |       |
| Año | Lugar                    | Medalla           | Clase |
| 1996 | Medemblik (Países Bajos) | Medalla de plata  | Star  |
| 2017 | San Remo (Italia)        | Medalla de plata  | Star  |
| 2020 | Riva del Garda (Italia)  | Medalla de plata  | Star  |